# QV33
La tumba QV33 está situada en el Valle de las Reinas. Fue descrita por el egiptólogo alemán Lepsius que se adentró en ella y la estudió en 1844. Esta tumba también fue denominada como Tumba 14.

## Descripción
Está ubicada en el lado sur del wadi principal del Valle de las Reinas, en medio de un grupo de tumbas del "Tipo I" encargado por Seti I. En las inscripciones dentro de la tumba, la reina Tanedyemy se titula Hija del Rey, Esposa del Rey y Señora del Alto y Bajo Egipto. Se la representa con el tocado de buitre normalmente asociado con las reinas de este período. La tumba está en mal estado y ha desaparecido gran parte de la decoración original. Probablemente fue saqueada a finales de la Dinastía XX y reutilizada durante la Dinastía XXVI. En su interior se se encontró una gran cantidad de cristalería y otros materiales que datan de este período. Durante la época romana se enterraron en la tumba un gran número de momias. Se cree que estos entierros datan de los siglos II y III d. C.

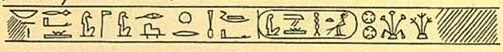
Inscripción en la tumba de Tanedyemy (QV 33) en el Valle de las Reinas con la lectura errónea obsoleta Tahemy (Lepsius 1900: 236)